# Диаби, Абдулай (футболист, 2000)
Абдула́й Диаби́ (фр. Abdoulaye Diaby; 4 июля 2000, Мали) — малийский футболист, защитник клуба «Санкт-Галлен» и сборной Мали.

## Карьера
Начал карьеру в малийском клубе «Джолиба». Летом 2018 присоединился к молодёжной команде бельгийского «Антверпена».

### Международная
В октябре 2017 года принял участие в юношеском чемпионате мира в Индии. На турнире сыграл в 5 матчах, в том числе и в полуфинале против сборной Испании.
В феврале 2019 года заявлен за сборную до 20 лет для участия в кубке африканских наций. На турнире, ставшем для его команды победным, сыграл в двух встречах — в полуфинале и финале.

## Достижения
Мали (до 20)
- Победитель Молодёжного Кубка Африки: 2019